# Luis Carlos Álvarez
Luis Carlos Álvarez Valdés (* 3. September 2004) ist ein mexikanischer Tennisspieler.

## Karriere
Álvarez spielte bis 2022 auf der ITF Junior Tour. In der Jugend-Rangliste erreichte er mit Rang 56 seine höchste Notierung. Nur bei einem der Grand-Slam-Turniere stand er im Hauptfeld, schied dort aber im Einzel und Doppel früh aus. Er gewann vor allem bei Titel der niedrigeren Kategorien G3 bis G5
Bei den Profis spielte Álvarez ab 2022 erste Turniere. Auf der drittklassigen ITF Future Tour erreichte er 2022 ein Viertelfinale. Im selben Jahr kam Álvarez zu seinem Debüt für die mexikanische Davis-Cup-Mannschaft. In der nicht mehr relevante Partie gegen Bosnien gewann er sein Match gegen Andrej Nedić. 2023 erhielt er eine Wildcard für das Turnier der ATP Tour in Los Cabos, wo er in der Einzel-Qualifikation und im Doppel an den Start ging. Im Doppel verlor er mit Luca Lemaitre in zwei Sätzen gegen die US-Amerikaner Nathaniel Lammons und Jackson Withrow. Im Einzel überraschte Álvarez mit einem Sieg gegen die Nummer 322 der Weltrangliste Eduardo Ribeiro. Er schied aber anschließend im Finale der Qualifikation aus. In der Weltrangliste kam er bisher nicht über Platz 1000 hinaus.